# Archivio cinematografico Giuseppe Magnarin
L'archivio cinematografico Giuseppe Magnarin è un'associazione culturale italiana senza fini di lucro, fondata a Venezia il 10 gennaio 2013, che ha lo scopo di amministrare il patrimonio archivistico lasciato dalla gestione della ditta Cinematografi Magnarin. Si tratta del più antico archivio privato di cinema della città lagunare, cronologicamente secondo solo a quello della Biennale di Venezia.

## Storia

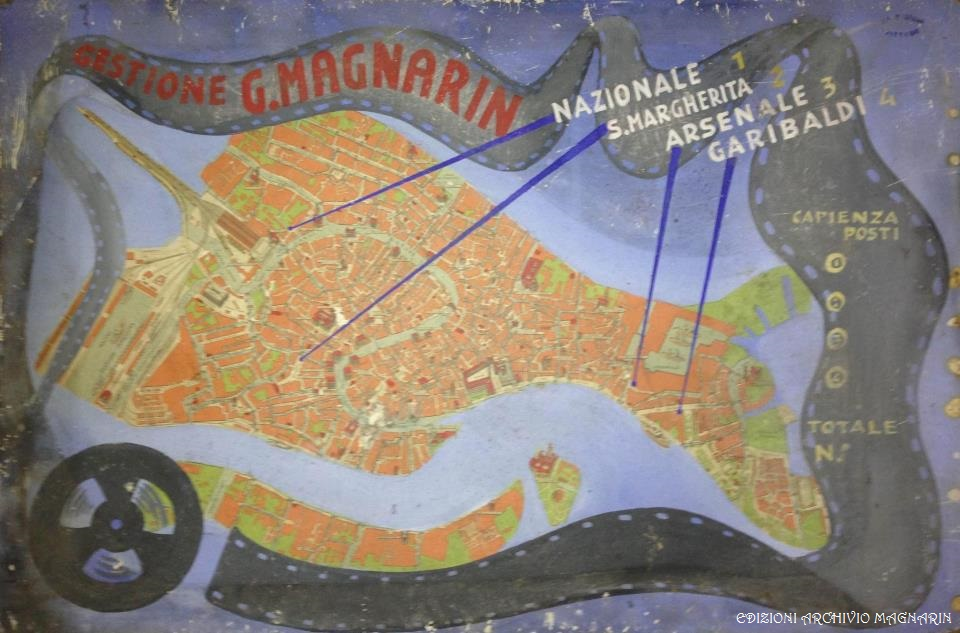
Tavola dipinta con la dislocazione dei Cinema Magnarin (anni '50)

Nel 1932 Giuseppe Magnarin (1897 - 1962), veneziano di antiche origini nobiliari dalmate (la famiglia, dimorante sull' Isola di Veglia, aveva ottenuto il titolo comitale nel 1699 da Ferdinando Carlo di Gonzaga Nevers), decise di divenire impresario cinematografico creando una sua catena di sale nella città lagunare. Cominciò col prendere in gestione il cinema Garibaldi, sito nella via omonima, nel sestiere di Castello. L'anno successivo, Magnarin concluse un accordo con la Società Anonima Stefano Pittaluga, uno dei primi colossi del settore in Italia, e prese in gestione anche il cinema Santa Margherita, posto all'interno della chiesa di Santa Margherita nel sestiere di Dorsoduro, già teatro e tra le più vecchie sale di visione cittadine.
Negli anni seguenti a queste prime due sale ne fecero seguito altre, tra le quali: il cinema Nazionale, sito in Lista di Spagna, dove si faceva anche il teatro di rivista (dotato inoltre di giardino per proiezioni all'aperto); il cinema Savona, a poca distanza da Riva degli Schiavoni, unica sala veneziana ad avere pianta circolare così che "dalla galleria si poteva aggirare lo schermo"; il cinema Imperiale, nel sestiere di San Polo, con annesso cinema all'aperto nell'omonimo campo, iniziato da Magnarin nell'estate del 1939. Ultima sala della catena fu il cinema Arsenale, nato nel 1952 a seguito di un accordo tra Magnarin e il CRAL Marina Militare nei locali ove ora sorge il Teatro Piccolo Arsenale e che ospitò negli anni anche spettacoli di varietà con artisti di livello internazionale come la cantante e attrice Milva.
Con la morte di Magnarin nel 1962 la ditta progressivamente dismise svariate sale. Nel 1977 la vedova di Magnarin chiudeva il cinema Santa Margherita, ultimo rimasto in attività, e nel decennio successivo la proprietà dell'immobile passava all'Università Ca' Foscari che ne faceva il suo auditorium.
Della gestione della ditta rimaneva però, praticamente intatta, una collezione di documenti che spaziavano dal 1932 al 1978 e che costituiscono il nucleo fondante dell'archivio Magnarin.

## Composizione dell'archivio Magnarin

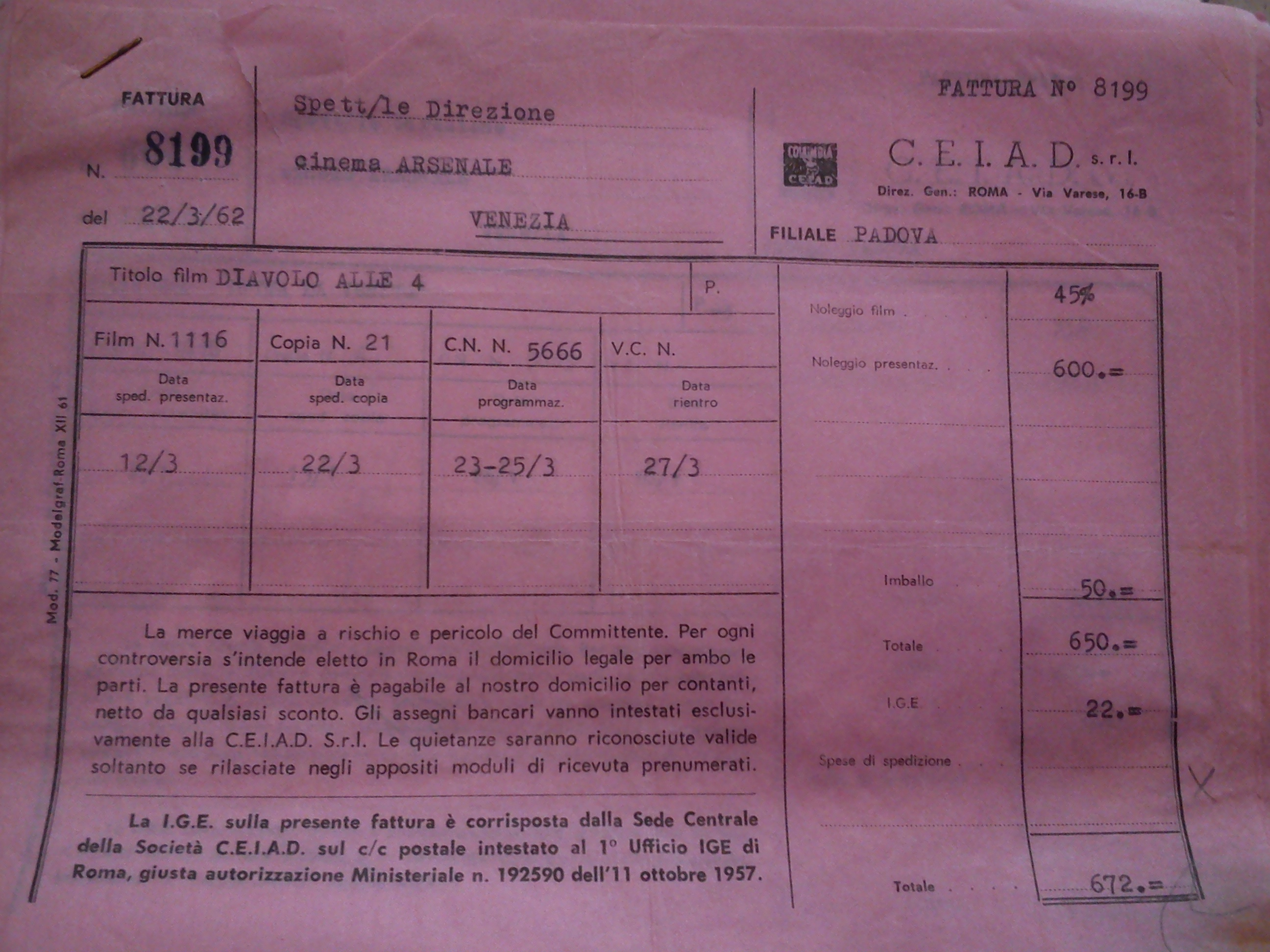
Fattura di noleggio della pellicola Il Diavolo alle Quattro - Cinema Arsenale.

L'archivio cinematografico Giuseppe Magnarin è un archivio di dimensioni ridotte. Esso si compone perlopiù dei materiali di lavoro lasciati dalla gestione della ditta Magnarin, documenti di valore storico che si riferiscono, in massima parte, al periodo che va dal 1946 al 1962, con svariate seppur non continuative incursioni negli anni '70.
I materiali sono assai disparati anche se è possibile operare una sostanziale suddivisione. L'archivio è infatti suddiviso tra documenti amministrativi e materiali cinematografici veri e propri.
Tra i vari reperti di cui dispone l'archivio si possono citare, in linea di massima:
- borderò delle varie sale, consecutivi per un decennio
- documenti fiscali, relativi sia alle sale che ai dipendenti
- bilanci
- piani catastali delle strutture cinematografiche
- corrispondenza commerciale
- corrispondenza con le case di produzione e distribuzione
- contratti
- locandine di film
- palinsesti delle varie stagioni cinematografiche
- manifesti
- cartoline
- inviti

Tutti i materiali dell'archivio vengono messi a disposizione di studiosi, appassionati, studenti che siano interessati alla ricostruzione della storia delle vecchie sale cinematografiche di Venezia.

## Attività dell'associazione

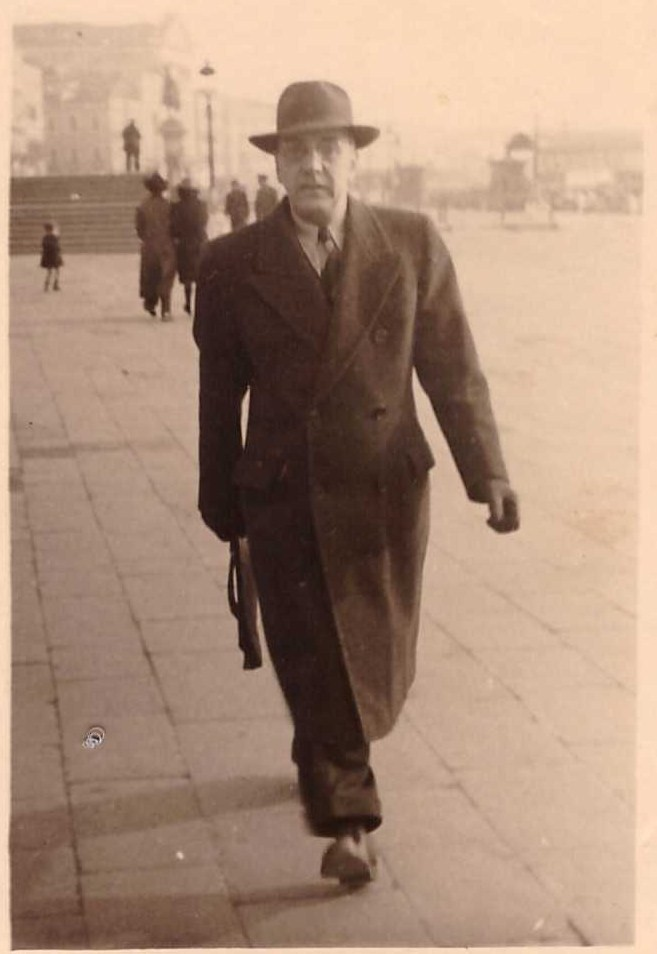
Giuseppe Magnarin a Venezia (1941)

La prima e principale attività dell'associazione è quella della gestione del proprio patrimonio archivistico. In ciò essa si avvale della collaborazione dei propri soci e/o di quella di studenti o appassionati che si dedicano alla catalogazione ed alla organizzazione dei materiali.
Altro filone di interesse è quello della organizzazione di conferenze ed eventi di approfondimento su temi cinematografici. L'archivio Magnarin è al momento, in Italia, l'istituzione che ha riscoperto la figura del cineasta Andrea Di Robilant .
Terzo settore di attività è quello prettamente cinematografico, con organizzazione di proiezioni a fini di studio e di educazione. Nel giugno 2014 l'archivio Magnarin organizzava a Venezia, presso la libreria Wellington Books, un ciclo di proiezioni provenienti dal Festival Un film per la pace, portando quindi in laguna pellicole inedite e di alto valore civile.
Dal 2016 l'associazione si occupa anche di realizzazione e produzione di film di animazione e di fumetti con il coinvolgimento dei propri soci ma anche di studenti dei diversi cicli delle scuole del territorio. 
L'associazione è inoltre impegnata nel settore della editoria digitale attraverso il proprio blog/giornale CineVecio Magazine, spazio interamente dedicato alla critica cinematografica ed all'approfondimento di tematiche filmiche e nell'editoria cartacea attraverso pubblicazioni di settore. 

## Archivio di film
La collezione di film presenti presso l'archivio Magnarin raccoglie pellicole curiose, insolite o di difficile reperimento. Si va da classici hollywoodiani come Il settimo viaggio di Sinbad (1958) a film italiani dimenticati come Le due tigri (1941), passando per diversi rifacimenti dello stesso film come Il prigioniero di Zenda nella versione del 1937 e in quella del 1952, sino ad arrivare a documentari più recenti sulla storia della creazione cinematografica come La creazione di un capolavoro: Walt Disney Fantasia (1991).
Un piccolo frammento di un film di Ridolini (Larry Semon) degli anni '20, proveniente dall'archivio, è stato restaurato dalla Cineteca di Bologna e si trova al Museo Nazionale del Cinema di Torino.